# داميان لونا
داميان لونا (بالإسبانية: Damián Luna)‏ هو لاعب كرة قدم أرجنتيني في مركز الوسط، ولد في 21 فبراير 1985 في بوينس آيرس في الأرجنتين. لعب مع إنديبندينتي وديفينسور سبورتينغ ولوس أنديس ونادي أونيفرسيداد كاتوليكا ونادي أياكوتشو ونادي سان لورينزو ونادي ساو كايتانو ونويفا شيكاجو.

## وصلات خارجية
- داميان لونا على موقع قاعدة بيانات كرة القدم.إي يو (الإنجليزية)
- داميان لونا على موقع Soccerway.com (الإنجليزية)